# Jan Steinhöfer

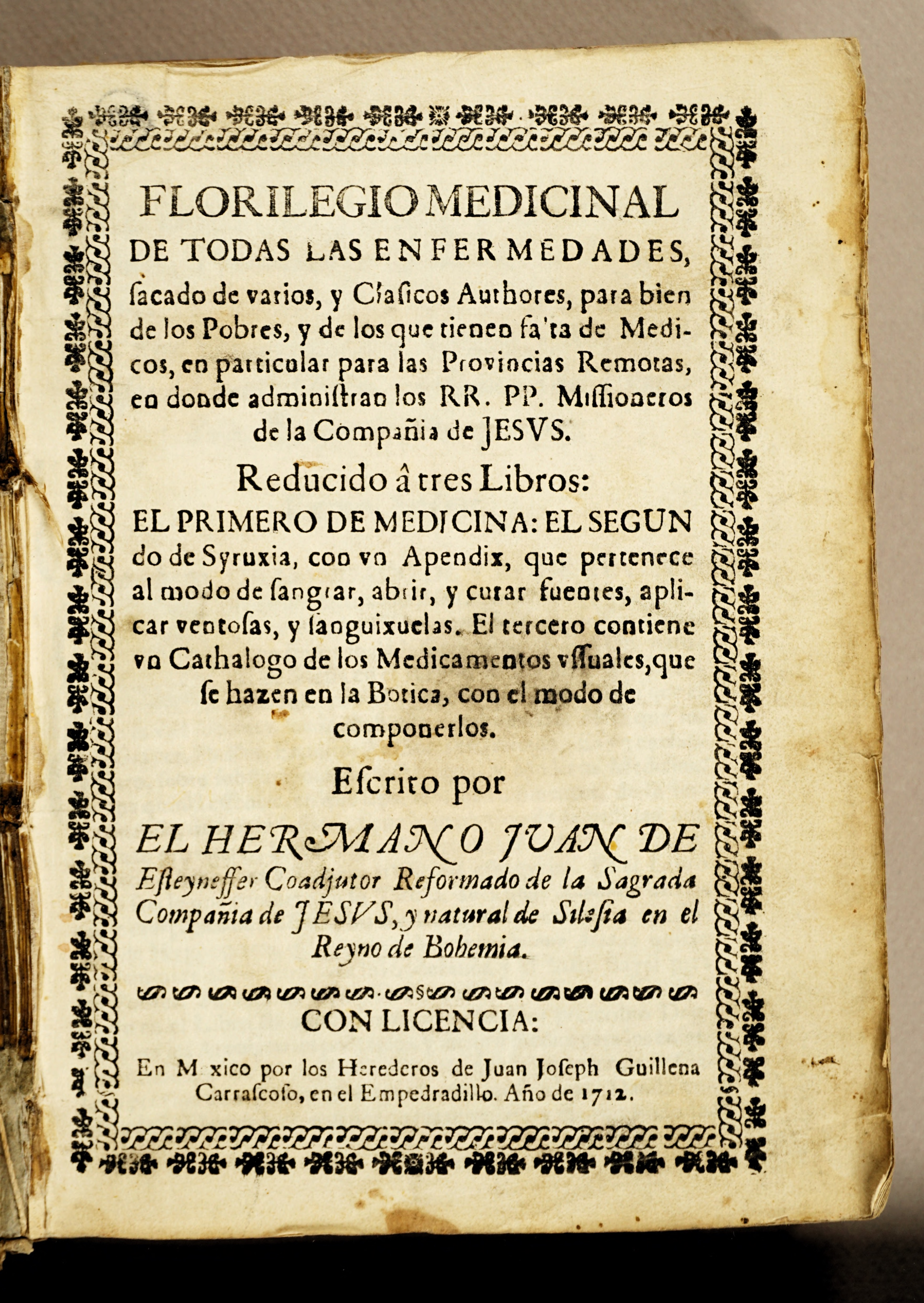
Úvodní strana díla Florilegio Medicinal z roku 1712

Jan Steinhöfer (německy Johann Steinhöfer, španělsky Juan de Esteyneffer, 4. března 1664 Jihlava – 2. dubna 1716 Sonora) byl moravsko-německý jezuita, farmaceut a misionář vyslaný do Nového světa. Známým se stal díky svému dílu Florilegio Medicinal z roku 1711, které sestavil na základě kombinace tradiční medicíny Střední Ameriky, evropské Materia Medica a evropské lékařské diagnózy 18. století.

## Životopis
Narodil se v moravské německé rodině v Jihlavě. Přesné znění jeho původního jména v němčině je nejasné; Juan de Esteyneffer byl jeho španělský překlad a původní německé jméno je uváděno jako Steinhofer, Steinhöfer, Steinheffer, Steineffer nebo Estainefer. Do Tovaryšstva Ježíšova vstoupil 27. září 1686, následně studoval farmacii v Brně.
V dalších letech byl z Moravy vyslán k misionářské práci do jezuitské koleje v oblasti Chihuahua v Novém Španělsku (pozdější Mexiko), aby pomáhal pečovat o staré a nemocné misionáře. Do Nového Španělska připlul roku 1692. Během svého působení zde sestavil dílo Florilegio Medicinal, dokončené v roce 1711, poprvé publikované v roce 1712 (vydáno v Mexiku nakladatelstvím Dědicové J.J. Guillena Carrascosa roku 1712). Ve své době se jednalo o jednu z nejmodernějších lékařských publikací vydaných na americkém kontinentě.
Pro medicínu představuje jeho postava příklad mnicha-chirurga, který s ostatnimu sloužil v mexickém vnitrozemí a poskytovali lékařsko-chirurgickou péči jak domorodcům, tak potomkům španělských kolonistů.
Jan Steinhöfer zemřel 2. dubna 1716 během své návštěvy v oblasti Sonora.

## Dílo
Jeho kniha obsahuje nejen návody k léčení řady nemocí a popisy bylinných léčiv, je to také kompendium svatých, neboť ke každé z nemocí byl pro brzké uzdravení raněných nebo nemocných přiřazen některý svatý. Vyjadřuje se zde též k dobové lékařské praxi, kdy byly například amputace předávány do určitých nemocnic, kde pracovali chirurgové, přičemž těmto odborníkům vyhrazoval hlavní lékařské procedury, které by mohly být začátkem medicínskou specializací v zemi a převedením z první úrovně medicíny na novou úroveň chirurgické péče. Práce kombinuje tradiční evropskou a americkou přírodní lékařskou tradici s tehdejší moderní lékařskou vědou, o které antropoložka Margarita Artschwager Kay uvedla, že sloužila ke standardizaci bylinné terapie v severním Mexiku a jihozápadních Spojených státech.

### Moderní vydání
Florilegio medicinal; vydání, předběžná studie, poznámky, glosář a analytický rejstřík, Ma. Carmen Anzures a Bolaños. Mexiko: Academia Nacional de Medicina, 1978.